# Aizawa Seiki
Seiki Aizawa (sinh ngày 19 tháng 9 năm 1980) là một cầu thủ bóng đá người Nhật Bản.

## Sự nghiệp câu lạc bộ
Seiki Aizawa đã từng chơi cho Vegalta Sendai.